# Мокријево
Мокријево (мкд. Мокриево) је насеље у Северној Македонији, у крајње југоисточном делу државе. Мокријево је у саставу општине Ново Село.

## Географија
Мокријево је смештено у крајње југоисточном делу Северне Македоније, близу државне тромеђе са Грчком и Бугарском (10 km југоисточно од села). Од најближег града, Струмице, насеље је удаљено 20 km источно.
Насеље Мокријево се налази у историјској области Струмица. Насеље је положено на југоисточном ободу Струмичког поља, на месту где се оно издиже у прва брда, која ка југу прелазе у планину Беласицу. Надморска висина насеља је приближно 360 метара. 
Месна клима је блажи облик континенталне због близине Егејског мора (жарка лета).

## Становништво
Мокријево је према последњем попису из 2002. године имало 1.211 становника.
Већинско становништво у насељу су етнички Македонци (99%), а остало су махом Срби.
Већинска вероисповест месног становништва је православље.